# Beachamwell
Beachamwell – wieś w Anglii, w hrabstwie Norfolk, w dystrykcie Breckland. Leży 48 km na zachód od Norwich i 133 km na północ od Londynu.
W 2001 miejscowość liczyła 334 mieszkańców.